# Monecphora decorata
Monecphora decorata är en insektsart som beskrevs av Victor Lallemand 1924. Monecphora decorata ingår i släktet Monecphora och familjen spottstritar. Inga underarter finns listade i Catalogue of Life.